# Nathalie Dewulf
Nathalie Dewulf (Izegem, 3 februari 1974) is een Belgisch Vlaams-nationalistisch politica voor het Vlaams Belang.

## Biografie
Dewulf was vanaf 1994 werkzaam als postbode en later als teamleider bij bpost. 
In 2012 sloot ze zich aan bij het Vlaams Belang, de partij waarvoor ze in 2018 verkozen werd als gemeenteraadslid in Izegem. 
Bij de federale verkiezingen van 26 mei 2019 stond Dewulf op de vierde plaats van de West-Vlaamse lijst en werd zij met 11.593 voorkeurstemmen eveneens verkozen in de Kamer van volksvertegenwoordigers. Hierna zegde zij haar baan bij bpost op. Dewulf werd lid van de commissie voor Mobiliteit, Overheidsbedrijven en Federale Instellingen en legde er zich toe op dossiers rond de post. Tevens zetelt ze in het Adviescomité voor de maatschappelijke emancipatie, waar ze zich inzette rond thema's als geweld door partners en genitale verminking.
Ze plande niet langer nationaal of lokaal op te komen bij de verkiezingen van 2024.